# Cueta abdominalis
Cueta abdominalis là một loài côn trùng trong họ Myrmeleontidae thuộc bộ Neuroptera. Loài này được Navás miêu tả năm 1930.